# Xavi Mo-Ajok
Xavi Mo-Ajok (* 16. September 2002) ist ein niederländischer Leichtathlet, der sich auf den Sprint spezialisiert hat. 2024 wurde er mit der niederländischen 4-mal-100-Meter-Staffel in Rom Vizeeuropameister.

## Sportliche Laufbahn
Erste internationale Erfahrungen sammelte Xavi Mo-Ajok im Jahr 2021, als er bei den U20-Europameisterschaften in Tallinn mit 10,47 s und 21,43 s jeweils im Halbfinale über 100 und 200 Meter ausschied. Zudem gewann er mit der niederländischen 4-mal-100-Meter-Staffel in 40,07 s die Silbermedaille. 2023 wurde er mit der Staffel bei der 1. Liga der Team-Europameisterschaft im Zuge der Europaspiele in Chorzów in 38,77 s Dritter und sicherte sich damit ligenübergreifend die Bronzemedaille hinter den Teams aus Deutschland und Italien. Anschließend belegte er bei den U23-Europameisterschaften in Espoo in 71,18 s den achten Platz im 200-Meter-Lauf und kam mit der Staffel im Finale nicht ins Ziel. Bei den World Athletics Relays 2024 auf den Bahamas verpasste er mit der 4-mal-100-Meter-Staffel die Direktqualifikation für die Olympischen Spiele in Paris, ehe er bei den Europameisterschaften in Rom in 38,46 s gemeinsam mit Elvis Afrifa, Taymir Burnet und Nsikak Ekpo die Silbermedaille hinter dem italienischen Team gewann.
2022 wurde Mo-Ajok niederländischer Hallenmeister im 200-Meter-Lauf sowie 2024 über 60 Meter.

## Persönliche Bestleistungen
- 100 Meter: 10,26 s (+1,4 m/s), 2. Juli 2023 in La Chaux-de-Fonds
  - 60 Meter (Halle): 6,69 s, 27. Januar 2024 in Apeldoorn
- 200 Meter: 20,59 s (+1,3 m/s), 28. Mai 2022 in Oordegem
  - 200 Meter (Halle): 21,10 s, 3. Februar 2024 in Metz